# ريان أبوت
ريان أبوت (بالإنجليزية: Ryan Abbott)‏ هو لاعب كرة قدم أسترالية أسترالي، ولد في 25 يونيو 1991.

## وصلات خارجية
- ريان أبوت على موقع AustralianFootball.com (الإنجليزية)
- ريان أبوت على موقع AFLtables.com (الإنجليزية)